# Tafeltennis op de Paralympische Zomerspelen 2024
Op de XVIIe Paralympische Zomerspelen, die in 2024 werden gehouden in Parijs, Frankrijk, was tafeltennis een van de 22 sporten die werden beoefend. De wedstrijden vonden plaats in de Arena Paris Sud 4 in het 15e arrondissement van Parijs, van 29 augustus tot en met 7 september. Er waren 31 evenementen: voor de mannen elf individuele klassen en vier dubbelspel-evenementen, voor de vrouwen tien individuele klassen en vier dubbelspel-evenementen, en in totaal twee gemengd-dubbelspel-evenementen. Er waren geen teamevenementen in Parijs. Voor het eerst sinds de Olympische Zomerspelen van Toronto 1976 stonden er weer dubbelspel-evenementen op het programma.

## Medaillespiegel
| Plaats | Land             | NPC | Goud | Zilver | Brons | Totaal |
| 1      | China            | CHN | 11   | 7      | 6     | 24     |
| 2      | Polen            | POL | 4    | 1      | 3     | 8      |
| 3      | Zuid-Korea       | KOR | 2    | 3      | 9     | 14     |
| 4      | Australië        | AUS | 2    | 0      | 3     | 5      |
| 5      | Italië           | ITA | 2    | 0      | 2     | 4      |
| 6      | Duitsland        | GER | 1    | 3      | 1     | 5      |
| 7      | Oekraïne         | UKR | 1    | 1      | 2     | 4      |
| 8      | Noorwegen        | NOR | 1    | 1      | 1     | 3      |
| 9      | Japan            | JPN | 1    | 0      | 1     | 2      |
| 9      | Nederland        | NED | 1    | 0      | 1     | 2      |
| 11     | België           | BEL | 1    | 0      | 0     | 1      |
| 11     | Kroatië          | CRO | 1    | 0      | 0     | 1      |
| 11     | Cuba             | CUB | 1    | 0      | 0     | 1      |
| 11     | Irak             | IRQ | 1    | 0      | 0     | 1      |
| 11     | Slowakije        | SVK | 1    | 0      | 0     | 1      |
| 16     | Thailand         | THA | 0    | 4      | 5     | 9      |
| 17     | Chinees Taipei   | TPE | 0    | 3      | 1     | 4      |
| 18     | Groot-Brittannië | GBR | 0    | 2      | 3     | 5      |
| 19     | Servië           | SRB | 0    | 2      | 1     | 3      |
| 20     | Frankrijk        | FRA | 0    | 1      | 5     | 6      |
| 21     | Turkije          | TUR | 0    | 1      | 3     | 4      |
| 22     | Tsjechië         | CZE | 0    | 1      | 0     | 1      |
| 23     | Brazilië         | BRA | 0    | 0      | 4     | 4      |
| 24     | Hongarije        | HUN | 0    | 0      | 3     | 3      |
| 25     | Chili            | CHI | 0    | 0      | 1     | 1      |
| 25     | Denemarken       | DEN | 0    | 0      | 1     | 1      |
| 25     | Montenegro       | MNE | 0    | 0      | 1     | 1      |
| 25     | Nigeria          | NGR | 0    | 0      | 1     | 1      |
| 25     | Roemenië         | ROM | 0    | 0      | 1     | 1      |
| 25     | Spanje           | ESP | 0    | 0      | 1     | 1      |
| 25     | Verenigde Staten | USA | 0    | 0      | 1     | 1      |

## Uitslagen

### Individueel
| mannen | mannen | mannen            | mannen | mannen              | mannen | mannen                      |
| Klasse | Goud   | Goud              | Zilver | Zilver              | Brons  | Brons                       |
| ------ | ------ | ----------------- | ------ | ------------------- | ------ | --------------------------- |
| MS1    | CUB    | Yunier Fernández  | GBR    | Rob Davies          | ITA    | Federico Falco              |
| MS1    | CUB    | Yunier Fernández  | GBR    | Rob Davies          | HUN    | Endre Major                 |
| MS2    | POL    | Rafał Czuper      | CZE    | Jiři Suchánek       | KOR    | Cha Soo-yong                |
| MS2    | POL    | Rafał Czuper      | CZE    | Jiři Suchánek       | FRA    | Fabien Lamirault            |
| MS3    | CHN    | Feng Panfeng      | GER    | Thomas Schmidberger | THA    | Yuttajak Glinbancheun       |
| MS3    | CHN    | Feng Panfeng      | GER    | Thomas Schmidberger | KOR    | Jang Yeong-jin              |
| MS4    | KOR    | Kim Young-gun     | THA    | Wanchai Chaiwut     | KOR    | Kim Jung-gil                |
| MS4    | KOR    | Kim Young-gun     | THA    | Wanchai Chaiwut     | NGR    | Isau Ogunkunle              |
| MS5    | NOR    | Tommy Urhaug      | TPE    | Cheng Ming-chih     | TUR    | Ali Öztürk                  |
| MS5    | NOR    | Tommy Urhaug      | TPE    | Cheng Ming-chih     | SRB    | Mitar Palikuća              |
| MS6    | ITA    | Matteo Parenzan   | THA    | Rungroj Thainiyom   | DEN    | Peter Rosenmeier            |
| MS6    | ITA    | Matteo Parenzan   | THA    | Rungroj Thainiyom   | USA    | Ian Seidenfeld              |
| MS7    | CHN    | Yan Shuo          | GBR    | Will Bayley         | NED    | Jean-Paul Montanus          |
| MS7    | CHN    | Yan Shuo          | GBR    | Will Bayley         | THA    | Chalermpong Punpoo          |
| MS8    | UKR    | Viktor Didukh     | CHN    | Zhao Shuai          | UKR    | Maksym Nikolenko            |
| MS8    | UKR    | Viktor Didukh     | CHN    | Zhao Shuai          | THA    | Phisit Wangphonphathanasiri |
| MS9    | BEL    | Laurens Devos     | FRA    | Lucas Didier        | ESP    | Ander Cepas                 |
| MS9    | BEL    | Laurens Devos     | FRA    | Lucas Didier        | AUS    | Ma Lin                      |
| MS10   | POL    | Patryk Chojnowski | CHN    | Lian Hao            | FRA    | Matéo Bohéas                |
| MS10   | POL    | Patryk Chojnowski | CHN    | Lian Hao            | MNE    | Filip Radović               |
| MS11   | KOR    | Kim Gi-tae        | TPE    | Chen Po-yen         | AUS    | Samuel Von Einem            |
| MS11   | KOR    | Kim Gi-tae        | TPE    | Chen Po-yen         | HUN    | Péter Pálos                 |

| vrouwen | vrouwen | vrouwen            | vrouwen | vrouwen                  | vrouwen | vrouwen            |
| Klasse  | Goud    | Goud               | Zilver  | Zilver                   | Brons   | Brons              |
| ------- | ------- | ------------------ | ------- | ------------------------ | ------- | ------------------ |
| WS1-WS2 | ITA     | Giada Rossi        | CHN     | Liu Jing                 | POL     | Dorota Bucław      |
| WS1-WS2 | ITA     | Giada Rossi        | CHN     | Liu Jing                 | KOR     | Seo Su-yeon        |
| WS3     | CRO     | Anđela Mužinić     | KOR     | Yoon Ji-yu               | ITA     | Carlotta Ragazzini |
| WS3     | CRO     | Anđela Mužinić     | KOR     | Yoon Ji-yu               | CHN     | Xue Juan           |
| WS4     | GER     | Sandra Mikolaschek | SRB     | Borislava Perić-Ranković | CHN     | Gu Xiaodan         |
| WS4     | GER     | Sandra Mikolaschek | SRB     | Borislava Perić-Ranković | CHN     | Zhou Ying          |
| WS5     | CHN     | Zhang Bian         | CHN     | Pan Jiamin               | KOR     | Moon Sung-hye      |
| WS5     | CHN     | Zhang Bian         | CHN     | Pan Jiamin               | KOR     | Jung Young-a       |
| WS6     | IRQ     | Najlah Al-Dayyeni  | UKR     | Maryna Lytovchenko       | NPA     | Maliak Alieva      |
| WS6     | IRQ     | Najlah Al-Dayyeni  | UKR     | Maryna Lytovchenko       | ROM     | Camelia Ciripan    |
| WS7     | NED     | Kelly van Zon      | TUR     | Kübra Öçsoy Korkut       | GBR     | Bly Twomey         |
| WS7     | NED     | Kelly van Zon      | TUR     | Kübra Öçsoy Korkut       | CHN     | Wang Rui           |
| WS8     | CHN     | Huang Wenjuan      | NOR     | Aida Dahlen              | GER     | Juliane Wolf       |
| WS8     | CHN     | Huang Wenjuan      | NOR     | Aida Dahlen              | CHI     | Florencia Pérez    |
| WS9     | POL     | Karolina Pęk       | CHN     | Xiong Guiyan             | AUS     | Lei Lina           |
| WS9     | POL     | Karolina Pęk       | CHN     | Xiong Guiyan             | HUN     | Alexa Szvitacs     |
| WS10    | AUS     | Yang Qian          | POL     | Natalia Partyka          | BRA     | Bruna Alexandre    |
| WS10    | AUS     | Yang Qian          | POL     | Natalia Partyka          | TPE     | Tien Shiau-wen     |
| WS11    | JPN     | Natsuki Wada       | NPA     | Elena Prokofeva          | TUR     | Ebru Acer          |
| WS11    | JPN     | Natsuki Wada       | NPA     | Elena Prokofeva          | JPN     | Kanami Furukawa    |

### Dubbelspel
| mannen | mannen | mannen                           | mannen | mannen                                        | mannen | mannen                                |
| Klasse | Goud   | Goud                             | Zilver | Zilver                                        | Brons  | Brons                                 |
| ------ | ------ | -------------------------------- | ------ | --------------------------------------------- | ------ | ------------------------------------- |
| MD4    | SVK    | Peter Lovas Ján Riapoš           | KOR    | Jang Yeong-jin Park Sung-joo                  | FRA    | Fabien Lamirault Julien Michaud       |
| MD4    | SVK    | Peter Lovas Ján Riapoš           | KOR    | Jang Yeong-jin Park Sung-joo                  | KOR    | Cha Soo-yong Park Jin-cheol           |
| MD8    | CHN    | Cao Ningning Feng Panfeng        | GER    | Valentin Baus Thomas Schmidberger             | THA    | Wanchai Chaiwut Yuttajak Glinbancheun |
| MD8    | CHN    | Cao Ningning Feng Panfeng        | GER    | Valentin Baus Thomas Schmidberger             | TUR    | Abdullah Öztürk Nesim Turan           |
| MD14   | CHN    | Liao Keli Yan Shuo               | THA    | Phisit Wangphonphathanasiri Rungroj Thainiyom | GBR    | Paul Karabardak Billy Shilton         |
| MD14   | CHN    | Liao Keli Yan Shuo               | THA    | Phisit Wangphonphathanasiri Rungroj Thainiyom | FRA    | Esteban Herrault Clément Berthier     |
| MD18   | POL    | Piotr Grudzień Patryk Chojnowski | CHN    | Zhao Yiqing Liu Chaodong                      | CHN    | Lian Hao Zhao Shuai                   |
| MD18   | POL    | Piotr Grudzień Patryk Chojnowski | CHN    | Zhao Yiqing Liu Chaodong                      | BRA    | Claudio Massad Luiz Manara            |

| vrouwen | vrouwen | vrouwen                   | vrouwen | vrouwen                      | vrouwen | vrouwen                                     |
| Klasse  | Goud    | Goud                      | Zilver  | Zilver                       | Brons   | Brons                                       |
| ------- | ------- | ------------------------- | ------- | ---------------------------- | ------- | ------------------------------------------- |
| WD5     | CHN     | Liu Jing Xue Juan         | KOR     | Seo Su-yeon Yoon Ji-yu       | BRA     | Cátia Oliveira Joyce de Oliveira            |
| WD5     | CHN     | Liu Jing Xue Juan         | KOR     | Seo Su-yeon Yoon Ji-yu       | THA     | Dararat Asayut Chilchitparyak Bootwansirina |
| WD10    | CHN     | Gu Xiaodan Pan Jiamin     | SRB     | Nada Matić Borislava Perić   | KOR     | Kang Oe-jeong Lee Mi-gyu                    |
| WD10    | CHN     | Gu Xiaodan Pan Jiamin     | SRB     | Nada Matić Borislava Perić   | KOR     | Jung Young-a Moon Sung-hye                  |
| WD14    | CHN     | Huang Wenjuan Jin Yucheng | GER     | Stephanie Grebe Juliane Wolf | NOR     | Aida Dahlen Merethe Tveiten                 |
| WD14    | CHN     | Huang Wenjuan Jin Yucheng | GER     | Stephanie Grebe Juliane Wolf | GBR     | Felicity Pickard Bly Twomey                 |
| WD20    | AUS     | Lei Lina Yang Qian        | TPE     | Lin Tzu-yu Tien Shiau-wen    | POL     | Natalia Partyka Karolina Pęk                |
| WD20    | AUS     | Lei Lina Yang Qian        | TPE     | Lin Tzu-yu Tien Shiau-wen    | BRA     | Bruna Alexandre Danielle Rauen              |

| gemengd | gemengd | gemengd                 | gemengd | gemengd                              | gemengd | gemengd                        |
| Klasse  | Goud    | Goud                    | Zilver  | Zilver                               | Brons   | Brons                          |
| ------- | ------- | ----------------------- | ------- | ------------------------------------ | ------- | ------------------------------ |
| XD7     | CHN     | Zhou Ying Feng Panfeng  | THA     | Yuttajak Glinbancheun Wijittra Jaion | CHN     | Zhai Xiang Gu Xiaodan          |
| XD7     | CHN     | Zhou Ying Feng Panfeng  | THA     | Yuttajak Glinbancheun Wijittra Jaion | FRA     | Flora Vautier Florian Merrien  |
| XD17    | CHN     | Mao Jingdian Zhao Shuai | CHN     | Peng Weinan Xiong Guiyan             | POL     | Karolina Pęk Piotr Grudzień    |
| XD17    | CHN     | Mao Jingdian Zhao Shuai | CHN     | Peng Weinan Xiong Guiyan             | UKR     | Viktor Didukh Iryna Shynkarova |